# Atarba generosa
Atarba generosa là một loài ruồi trong họ Limoniidae. Chúng phân bố ở miền Australasia.